# Arnold Wahnschaffe

Arnold Wahnschaffe etwa 1904 in Gorgast

Arnold Karl Gustav Wahnschaffe (* 14. Oktober 1865 auf dem Gut Rosenfelde, Kreis Deutsch Krone; † 5. Februar 1941 in Semmering, Steiermark) war im Deutschen Kaiserreich 1909–1917 Chef der Reichskanzlei.

## Leben
Arnold Wahnschaffe war der Sohn des Rittergutsbesitzers Philipp Wahnschaffe und seiner Ehefrau Hedwig geb. von Wangenheim († 1867). Er besuchte von 1866 bis 1882 die Schule des Pädagogiums Putbus auf Rügen. Danach studierte er ab 1883 an der Friedrich-Wilhelms-Universität zu Berlin, am Lehrstuhl für deutsches Recht der Universität Lausanne und an der Ruprecht-Karls-Universität Heidelberg Rechtswissenschaft. 1884 wurde er im Corps Saxo-Borussia Heidelberg recipiert. An der Friedrichs-Universität Halle betrieb er landwirtschaftliche Studien, die er 1886 (oder 1887) beendete. Bis 1892 folgte der Vorbereitungsdienst in Schwedt/Oder, Deutsch Krone, Elbing, Berlin, Frankfurt (Oder) und Danzig. Dabei legte er die 1. und 2. Staatsprüfung für die höhere Verwaltung ab. Als Einjährig-Freiwilliger diente Wahnschaffe beim  Kürassier-Regiment „Königin“ (Pommersches) Nr. 2 in Pasewalk, respektive in Schwedt.

### Staatliche Verwaltung
Es folgte der Dienst als Regierungsassessor 1892–1897 in Breslau, Bonn, Hannover und Halle (Saale). Landrat war er 1897–1905 in Landsberg an der Warthe. Im Jahre 1904 starb sein Vater, im Jahre 1901 sein Onkel Paul Wahnschaffe. Damit erbte er die Güter von Rosenfelde und Rottmannshagen samt Nebengut Rützenfelde im Landkreis Demmin in Vorpommern, die er von einem Verwalter bewirtschaften ließ. Im Jahre 1905 heiratete Wahnschaffe Irma von Möllendorff (1876–1962).

### Reichsregierung
Ab 1905 wurde er ins Preußische Landwirtschaftsministerium berufen, wo er die Position eines Vortragenden Rates einnahm. Dabei wirkte er als Kommissar des Landwirtschaftsministers und war Mitglied der Ansiedlungskommission für Posen. Als Vortragender Rat hatte er die gleiche Aufgabe wie im Landwirtschaftsministerium von November 1907 bis 1909 in der Reichskanzlei. Im Jahre 1909 übernahm er als Unterstaatssekretär die Aufgabe des Chefs der Reichskanzlei von Unterstaatssekretär Friedrich Wilhelm von Loebell, der Regierungspräsident der Provinz Brandenburg wurde.

### Siedlungspolitik im Osten
Im Oktober 1907 vermittelte Wahnschaffe eine Resolution und die Denkschrift an die Regierung, die im Hauptvorstand des Deutschen Ostmarkenvereins verabschiedet wurde. Diese Schriften betrafen eine Stellungnahme zu der Forderung nach einer gesetzlichen Regelung zur Enteignung polnischen Grundbesitzes. Wahnschaffe wurde in seinem neuen Amt eine Schlüsselperson (Fritz Fischer) der deutschen Politik gegenüber den Polen. Dabei handelte er den Vorstellungen gemäß, die Bethmann Hollweg bezüglich der Frage der Ostgrenzstreifen entwickelt hatte. Nach Beginn des Ersten Weltkrieges gab Wahnschaffe dem ehemaligen Generalkonsul in Warschau, Albrecht von Rechenberg, am 27. August 1914 den Auftrag, eine Denkschrift über die Zukunft von Polen zu erstellen. In weiteren Gesprächen diskutierten Wahnschaffe und Rechenberg dessen Konzeption, die polnische Bevölkerung aus den Gebieten von Posen und Westpreußen nach Kongresspolen umzusiedeln.

### Krieg und Sozialdemokratie
Vom 16. Juli bis zum 18. Juli 1914 war Wahnschaffe in Hohenfinow. In diesen Tagen erlebte er dort in Gegenwart des Reichskanzlers Theobald von Bethmann Hollweg die Auswirkungen der Julikrise. Als der Krieg dann doch am 1. August in Berlin verkündet wurde, bekräftigte Bethmann Hollweg gegenüber Wahnschaffe die Entschlossenheit, den Krieg siegreich zu beenden. Eine entscheidende Rolle in der Politik von Bethmann Hollweg bestand darin, die Rolle der Sozialdemokraten in der Kriegspolitik im Reichstag zu beeinflussen. Wahnschaffe hatte dabei die Aufgabe, die Gespräche zur Klärung der Haltung der Sozialdemokraten zu führen. In einer Unterredung vom 2. Oktober 1914 mit dem Reichstagsabgeordneten Max Cohen-Reuß erklärte Wahnschaffe die Erwartung, dass die Sozialdemokraten sich mit der Existenz der Monarchie abfinden müssten. Cohen sicherte dabei zu, dass sich die Sozialdemokraten in diese Richtung bewegen könnten, wobei der rechte Flügel der Partei diese Haltung unterstützen würde.

### Erste Friedensaktivitäten
Am 6. Juli 1916 gehörte Wahnschaffe neben dem Privatsekretär des Reichskanzlers Kurt Riezler, dem Chef des Pressereferats im Auswärtigen Amt Otto Hammann, Paul Rohrbach (1869–1956) und dem Staatssekretär im Reichskolonialamt Wilhelm Solf zu den Gründern des Deutschen Nationalausschusses für einen ehrenvollen Frieden (Wedelscher Ausschuss). Diese Vereinigung wollte die wachsenden Spannungen innerhalb der Gruppen über den Kriegsausgang kanalisieren und die Politik von Bethmann Hollweg unterstützen; die Zielsetzungen stießen aber auf wenig Resonanz, so dass der DNA Ende 1916 wieder aufgelöst wurde.

### Widmung am Reichstag und Rücktritt
Im Jahr 1916 wandte sich Wahnschaffe in einem Brief an den Kaiser mit der Bitte, die versprochene Denkschrift über dem Eingangsportal des Reichstags, die Dem Deutschen Volke als Widmung heißen sollte, doch zu verwirklichen. Der Text dieser Widmung soll auf mehrfache Initiativen von Wahnschaffe zurückgehen.
Mit dem Rücktritt von Bethmann Hollweg als Reichskanzler gab auch Wahnschaffe sein Amt im August 1917 auf. In der Zeit vom 11. Oktober bis November 1918 kehrte er noch einmal zur Vertretung kurzzeitig in die Reichskanzlei als Chef zurück. Danach reiste er auf sein Gut Rottmanshagen zur Bewirtschaftung der Ländereien, welche mit dem Rittergut Rottmannshagen 697 ha und hinzu mit dem benachbarten Rittergut Rützenfelde weitere 471 ha betrugen. Den Gutsbetrieb selbst leitete ein Oberinspektor. In Rottmannshagen, Kreis Demmin, übernahm er 1919 den Vorsitz des Kreisvereins der DNVP.
Er ist auf dem Familienfriedhof in Rottmannshagen beerdigt, die Begräbnisstätte ist erhalten.

## Mitgliedschaft und Positionen
- Vorstand der Zuckerfabrik Stavenhagen in Mecklenburg
- Vorsitzender des Aufsichtsrats der Molkerei Stavenhagen
- Sonderausschuss für Bauwesen der Deutschen Landwirtschafts-Gesellschaft (DLG)
- Ausschuss des Instituts für Auslandsbeziehungen in Stuttgart
- Deutsche Gesellschaft (1915–1934)
- Deutscher Ostmarkenverein (1894–1934)
- Ehrenmitglied des Corps Saxo-Borussia Heidelberg[4]

## Weitere Literatur
- Fritz Fischer: Griff nach der Weltmacht, Düsseldorf 2002.
- Willibald Gutsche: Aufstieg und Fall eines kaiserlichen Reichskanzlers, Berlin 1973.